# 1884 en mathématiques
Cet article présente les faits marquants de l'année 1884 en mathématiques.

## Évènements
- 1er juillet : la mathématicienne russe Sofia Kovalevskaïa est nommée professeur extraordinaire à l’université de Stockholm[1].
- Le mathématicien italien Gregorio Ricci-Curbastro expose une théorie des formes différentielles dans son article intitulé Principi di una teoria delle forme differenziali quadratiche publié dans les Annali di Matematica Pura ed Applicata[2]. De 1884 à 1900, il crée avec son disciple Tullio Levi-Civita le calcul différentiel absolu (calcul tensoriel).
- La mathématicienne britannique Sophie Bryant est la première femme à recevoir un doctorat en sciences au Royaume-Uni[3].

## Publications
- Edwin Abbott Abbott : Flatland, allégorie qui donne vie à des figures géométriques.
- Georg Cantor : De la puissance des ensembles parfaits de points, publication en français dans les Acta Mathematica de l'article en allemand Über unendliche lineare Punktmannigfaltigkeiten de 1883 (définition de l'ensemble de Cantor et de l'escalier de Cantor).
- Gottlob Frege : Die Grundlagen der Arithmetik (Les Fondements de l'arithmétique).

## Naissances
- 5 janvier : Arnaud Denjoy (mort en 1974), mathématicien français.
- 21 février : Jacques Chapelon (mort en 1973), mathématicien français.
- 21 mars : George David Birkhoff (mort en 1944), mathématicien américain.
- 22 avril : David Enskog (mort en 1947), mathématicien suédois.
- 1er juin : Eduard Helly (mort en 1943), mathématicien autrichien.
- 13 juin : Leon Chwistek (mort en 1944), peintre avant-gardiste, logicien, philosophe et mathématicien polonais.
- 3 septembre : Solomon Lefschetz (mort en 1972), mathématicien américain.
- 7 septembre : Georges Valiron (mort en 1955), mathématicien français.
- 21 septembre : Dénes Kőnig (mort en 1944), mathématicien hongrois.
- 7 octobre : Fritz Noether (mort en 1941), mathématicien allemand.
- 11 décembre : Otto Szász (mort en 1952), mathématicien hongrois.

## Décès
- 20 février : Adrien Guilmin (né en 1812), mathématicien français.
- 1er mars : Isaac Todhunter (né en 1820), mathématicien britannique.
- 14 mars : Quintino Sella (né en 1827), mathématicien et homme politique italien.
- 14 juillet : abbé Moigno (né en 1804), mathématicien français.
- 16 octobre : Benjamin Alvord (né en 1813), militaire, mathématicien et botaniste américain.
- 25 octobre : Carlo Alberto Castigliano (né en 1847), ingénieur et mathématicien italien.